# Henrik II. od Lignyja
Henrik II. (Henri; ? – 14. 1303.) bio je lord Lignyja od 1288. do svoje smrti. Bio je sin Walerana I. i Ivane od Beauvoira te brat i prethodnik Walerana II.